# Nguyễn Minh Trang
Minh Trang (tên đầy đủ Nguyễn Minh Trang) là một nghệ sĩ ưu tú, diễn viên kịch nói, diễn viên điện ảnh và diễn viên truyền hình người Việt.

## Tiểu sử
Nguyễn Minh Trang sinh ra và lớn lên ở Hà Nội. Đến năm 1987, chị chuyển vào sinh sống với gia đình trong Thành phố Hồ Chí Minh. Năm 1992, chị theo chồng sang Đức. Năm 1998, chị về định cư tại Quốc Đảo Singapore đến nay.
Chị mang dòng máu rồng, do là cháu ngoại của Công nữ Nguyễn Thị Cẩm Hà (Mệ Bông). Công nữ Cẩm Hà là con của công chúa Nguyễn Phúc Tốn Tùy (hay Tôn Thụy), con gái vua Dục Đức.

## Sự nghiệp
Minh Trang xuất phát là một diễn viên kịch nói. Chị được đào tạo chuyên nghiệp tại trường Nghệ thuật Hà Nội khoa Sân khấu từ năm 1976 đến 1979.
Năm 1979. chị chính thức công tác tại Đoàn Kịch Nói Hà Nội (Nhà hát Kịch Hà Nội ngày nay) và gây ấn tượng mạnh với khán giả toàn quốc với vai diễn đầu tay Hà My trong vở Vùng Sáng hay Hà My Của Tôi, tác giả và đạo diễn Nghệ sĩ Nhân dân Doãn Hoàng Giang. Vai diễn đầu tay này đã đem lại cho Minh Trang huy chương vàng tại Hội Diễn Sân khấu Chuyên nghiệp Toàn Quốc năm 1980.
Năm 1985, tại chính hội diễn này, Minh Trang lại một lần nữa giành được huy vàng cho vai Ngà trong vở Tôi và chúng ta (tác giả Lưu Quang Vũ, đạo diễn Nghệ sĩ Ưu tú Hoàng Quân Tạo). Bên cạnh đó, chị còn tham gia rất nhiều dự án phim truyền hình và phim màn ảnh rộng.

## Các tác phẩm đã tham gia

### Sân khấu
| Số thứ tự | Tên vở                        | Vai diễn    | Đạo diễn                                                                            | Năm  | Giải thưởng                                                      |
| --------- | ----------------------------- | ----------- | ----------------------------------------------------------------------------------- | ---- | ---------------------------------------------------------------- |
| 1         | Âm mưu và tình yêu            | Sophie      | Cố Nghệ sĩ Nhân dân Nguyễn Đình Nghi, nguyên tác Friedrich Schiller                 | 1979 |                                                                  |
| 2         | Vùng sáng hay Hà My của tôi   | Hà My       | Nghệ sĩ Nhân dân Doãn Hoàng Giang                                                   | 1980 | Huy chương Vàng Hội diễn Sân khấu Chuyên nghiệp Toàn quốc        |
| 3         | Cố Nhân                       |             | Nghệ sĩ Nhân dân Đinh Quang, tác giả Xuân Trinh                                     | 1980 |                                                                  |
| 4         | Cô gái đội mũ nồi xám         | Trâm        | Đạo diễn cố Nghệ sĩ Nhân dân Nguyễn Đình Nghi, cố soan giả Lưu Quang Vũ             |      | Giải thưởng xuất sắc liên hoan những vở sân khấu đề tài hiện đại |
| 5         | Đêm cuối cùng ở Tây Ban Nha   | Pila        | Cố nghệ sĩ Nhân dân Dương Ngọc Đức, Cố vấn nghệ thuật: Phó Giáo sư Xaso Xto-i-a-nop |      |                                                                  |
| 6         | Những tên cướp                | Amvalia     | nguyên tác Friedrich Schiller                                                       |      |                                                                  |
| 7         | Gái giang hồ Quốc tế          | Tania       | Nghệ sĩ ưu tú Nguyễn Công Ninh                                                      |      |                                                                  |
| 8         | Người đàn bà sau tấm cửa xanh |             | Tạ Xuyên                                                                            |      |                                                                  |
| 9         | Thung lũng tình yêu           | Thuý        | Nghệ sĩ Ưu tú Hoàng Quân Tạo, tác giả Thanh Hương                                   | 1982 |                                                                  |
| 10        | Bình minh đó trái tim anh     | Hằng        | Nghệ sĩ Ưu Tú Xuân Đàm                                                              |      |                                                                  |
| 11        | Hẹn ngày trở lại              |             | cố Nghệ sĩ Nhân dân Dương Ngọc Đức                                                  |      |                                                                  |
| 12        | Tôi và chúng ta               | Ngà         | Nghệ sĩ ưu tú Hoàng Quân Tạo                                                        | 1985 | Huy Chương Vàng Hội Diễn Sân khấu Chuyên nghiệp Toàn Quốc        |
| 13        | Tin ở Hoa hồng                |             | Lưu Quang Vũ                                                                        |      |                                                                  |
| 14        | Điều thiêng liêng nhất        | San Ku      | Nghệ sĩ Ưu tú Trần Minh Ngọc                                                        |      |                                                                  |
| 15        | Một cuộc đời bị đánh cắp      | Kay         | Nghệ sĩ ưu tú Trần Minh Ngọc, nguyên tác Kaori Morimoto                             |      |                                                                  |
| 16        | Lôi Vũ                        | Phồn Y      | Nghệ sĩ Ưu tú Hoa Hạ                                                                |      |                                                                  |
| 17        | Gái giang hồ Quốc tế          | Tania       |                                                                                     |      |                                                                  |
| 18        | Thiên Thiên                   | Thiên Thiên | Nghệ sĩ ưu tú Việt Linh, Phạm Hoàng Nam                                             | 2014 |                                                                  |

### Điện ảnh
| Số thứ tự | Tên Phim                | Vai diễn     | Đạo diễn                                    | Sản xuất bởi                 | Năm  | Giải thưởng |
| --------- | ----------------------- | ------------ | ------------------------------------------- | ---------------------------- | ---- | --- |
| 1         | Nhịp sống hài hoà       | Quỳnh Anh    | Danh Tấn                                    | Xưởng phim truyện Việt Nam   | 1981 | |
| 2         | Sẽ đến một tình yêu     |              |                                             |                              |      | |
| 3         | Nơi bình yên chim hót   | Cô Giáo Thu  | Nghệ sĩ ưu tú Việt Linh                     | Xưởng Phim Giải Phóng        | 1986 | |
| 4         | Bông lục bình           | Bác sĩ Huyền | Nghệ sĩ ưu tú Lê Văn Duy                    | Xưởng Phim Giải Phóng        | 1987 | |
| 5         | Trên lưng ngựa          |              |                                             | Xưởng Phim Nguyễn Đình Chiểu |      | |
| 6         | Người trong cuộc        | Kiều Dung    | Nghệ sĩ ưu tú Nguyễn Học Hiến               | Xưởng Phim Nguyễn Đình Chiểu | 1987 | Giải Đặc Biệt của Ban Giám khảo tại Liên hoan Phim Việt Nam |
| 7         | Cao nguyên F101         | Saly         | Cố Nghệ sĩ ưu tú Khôi Nguyên (Lê Hoàng Hoa) | Hãng Phim Giải Phóng         |      | |
| 8         | Biển bờ                 |              |                                             |                              |      | |
| 9         | Biệt thự Hoài Thu       |              | Xuân Cường                                  |                              |      | |
| 10        | Đêm săn tiền            |              |                                             |                              |      | |
| 11        | Vết nhơ                 |              |                                             |                              |      | |
| 12        | Thành phố có người      | Chân Thu     | Nghệ sĩ nhân dân Huy Thanh                  | 1987/1988                    |      | |
| 13        | Người tìm vàng          |              | Nghệ sĩ ưu tú Đào Bá Sơn                    |                              | 1989 | |
| 14        | Vợ và tình              |              |                                             |                              |      | |
| 15        | Casino                  | Rita         | Samsonov                                    | MOSFilm Liên Xô              | 1992 | |
| 16        | Chung cư                | Ánh          | Nghệ sĩ Ưu Tú Việt Linh                     |                              | 1999 | Giải Đặc Biệt của Ban Giám khảo tại Liên hoan Phim Việt Nam lần thứ 11 Giải B hội điện ảnh Việt Nam 1999 |
| 17        | Mê Thảo, thời vang bóng | Cam          | Nghệ sĩ Ưu Tú Việt Linh                     |                              | 2003 | Giải nhì của Quỹ cổ động phát hành quốc tế (Promotion Internationale des Films du Sud) Bông hồng vàng - tại Liên hoan phim Bergamo, Ý, từ 15 đến 23 tháng 3 năm 2003 Giải khuyến khích Hội Điện ảnh Việt Nam |
| 18        | Đừng đốt                |              | Nghệ sĩ Nhân dân Đặng Nhật Minh             |                              | 2009 | Bông Sen Vàng tại Liên hoan phim Việt Nam lần thứ 16 năm 2009, Chiến thắng 6 hạng mục của giải Cánh Diều Vàng năm 2010                                                                                       |
| 19        | Đoạt Hồn                | Quyên        | Hàm Trần                                    | BHD                          | 2013 | |
|           |                         |              |                                             |                              |      | |

### Truyền hình
| Năm sản xuất | Tên Phim               | Vai diễn               | Đạo diễn                                       | Hãng phim                             | Số tập |
| ------------ | ---------------------- | ---------------------- | ---------------------------------------------- | ------------------------------------- | ------ |
|              | Đại gia đình           | Giao Chi               | Trần Quang Đại / Trần Văn Hưng                 | Hãng phim Phước Sang                  | 60     |
|              | Quý Cô Tuổi Dần        | Minh Ngọc              | Lê Văn Thảo                                    | Hãng Phim Phước Sang                  | 15     |
|              | Không chỉ là ước mơ    |                        | NSƯT Công Ninh                                 | Đài Truyền hình Thành phố Hồ Chí Minh |        |
| 2010         | Dấn Thân Vào Nước mắt  | Bà mẹ câm              | Phạm Văn Thảo                                  | Hãng Phim Phước Sang                  | 40     |
| 2011         | Bí kíp                 | Vân                    | Đỗ Mai Nhất Tuấn, Trương Thanh Minh            | Sena Film                             | 30     |
|              | Nguồn sáng trong đời   | Lâm                    | Kịch bản Lưu Quang Vũ                          | Đài Truyền hình Việt Nam              |        |
|              | Kỷ niệm ngày cưới      |                        | Kịch bản Liên Xô, Đạo diễn NSƯT Trần Minh Ngọc | Đài Truyền hình Thành phố Hồ Chí Minh |        |
|              | Chim Hoạ Mi            |                        | Kịch bản Liên Xô, Đạo diễn NSƯT Trần Minh Ngọc | Đài Truyền hình Thành phố Hồ Chí Minh |        |
| 2016         | Chiều ngang qua phố cũ | Phương                 | Trịnh Lê Phong                                 | Đài Truyền hình Việt Nam              | 26     |
| 2019         | Mê cung                | Bà Khương (mẹ Khánh)   | Nguyễn Khải Anh & Trần Trọng Khôi              | Đài Truyền hình Việt Nam              | 30     |
| 2020         | Phượng khấu            | Hiền phi Ngô Ngọc Kiều | Huỳnh Tuấn Anh                                 |                                       |        |
| 2024         | Hà Nội trong mắt em    | Bà Nguyệt Hằng         | Đào Thanh Hưng & Tôn Văn                       | Đài Phát thanh và Truyền hình Hà Nội  | 40     |

### Tác phẩm tiêu biểu

#### Vùng sáng hay Hà My Của tôi
Minh Trang đến với vai diễn Hà My tự nhiên như một sự sắp đặt của số phận. Với vai diễn này, đạo diễn kiêm nhà biên kịch NSND Doãn Hoàng Giang đã làm nên một cơn sốt về sự phá cách của một cá tính bạo liệt, dám vượt qua những khuôn phép, rào cản của xã hội để sống được là mình. Thời bấy giờ, rất nhiều ứng cử viên nặng ký đã được cân nhắc cho vai Hà My như diễn viên Hồng Minh, Đam Ka, Kim Lan... và rất nhiều gương mặt đẹp khác... nhưng như NSND Doãn Hoàng Giang đã từng nói ″không phải cứ hoa hậu là đóng được hoa hậu trên sân khấu. Hay ông bán phở sẽ dễ dàng trở thành ông bán phở khi đóng phim, diễn kịch hơn người khác″, sau bao cuộc tuyển chọn gắt gao, Minh Trang - thời bấy giờ còn là một cô gái 20 tuổi vừa ra trường, còn lơ ngơ, rụt rè đã được chọn mặt gửi vàng vai diễn trong mơ này.
Niềm tin của NSND Doãn Hoàng Giang đã được đền đáp xứng đáng. Minh Trang đã tạo nên một dấu ấn khó phai mờ cho khán giả toàn quốc qua vai diễn Hà My. Vai diễn đầu tay này đã đem lại cho chị huy chương vàng danh giá của Hội Diễn Sân khấu Chuyên nghiệp Toàn Quốc năm 1980, mở đường cho sự nghiệp diễn xuất rực rỡ tươi sáng của chị.

## Giải thưởng & bằng khen

### Giải thưởng
| Giải thưởng                                                                      | Vai diễn | Năm  | Cấp bởi                                                  |
| -------------------------------------------------------------------------------- | -------- | ---- | -------------------------------------------------------- |
| Huy Chương Vàng Hội Diễn Sân khấu Chuyên nghiệp Toàn Quốc                        | Hà My    | 1980 | Bộ Văn Hoá và Thông tin                                  |
| Huy Chương Vàng Hội Diễn Sân khấu Chuyên nghiệp Toàn Quốc                        | Nga      | 1985 | Bộ Văn Hoá và Thông tin và Hội Nghệ sĩ Sân khấu Việt Nam |
| Nghệ sĩ Xuất Sắc của Thủ Đô Hà Nội                                               |          | 1986 | Ủy ban Nhân dân Thành phố Hà Nội                         |
| Giải Cánh diều vàng cho Nữ diễn viên chính xuất sắc nhất phim truyện truyền hình | Phương   | 2016 | Hội Điện ảnh Việt Nam                                    |

### Bằng khen
| Bằng Khen | Năm  | Cấp bởi                                   |
| --------- | ---- | ----------------------------------------- |
| Cống Hiến | 1983 | Ủy ban Phát Thanh và Truyền hình Việt Nam |

### Chính
- The Building trên Internet Movie Database
- Mê thao - Thoi vang bong trên Internet Movie Database
- Dung dot trên Internet Movie Database